# Municipio de Jackson (condado de Van Wert)
El municipio de Jackson (en inglés: Jackson Township) es un municipio ubicado en el condado de Van Wert en el estado estadounidense de Ohio. En el año 2010 tenía una población de 469 habitantes y una densidad poblacional de 8,12 personas por km².

## Geografía
El municipio de Jackson se encuentra ubicado en las coordenadas 40°56′57″N 84°25′56″O / 40.94917, -84.43222. Según la Oficina del Censo de los Estados Unidos, el municipio tiene una superficie total de 57.76 km², de la cual 57,67 km² corresponden a tierra firme y (0,16 %) 0,09 km² es agua.

## Demografía
Según el censo de 2010, había 469 personas residiendo en el municipio de Jackson. La densidad de población era de 8,12 hab./km². De los 469 habitantes, el municipio de Jackson estaba compuesto por el 97,65 % blancos, el 0,21 % eran afroamericanos, el 0,21 % eran amerindios, el 0,64 % eran de otras razas y el 1,28 % eran de una mezcla de razas. Del total de la población el 0,64 % eran hispanos o latinos de cualquier raza.